# منتخب إيران لكرة الماء
منتخب إيران الوطني لكرة الماء هو المنتخب الذي يمثل إيران في منافسات كرة الماء للرجال، ويقوم إتحاد إيران للسباحة بإدارة شؤونه، أبرز إنجازاته هو فوزه بالميدالية الذهبية في دورة الألعاب الآسيوية 1974.

## وصلات خارجية
- موقع الاتحاد الإيراني للسباحة